# Wahlkreis Erfurt IV
Der Wahlkreis Erfurt IV (Wahlkreis 27) ist ein Landtagswahlkreis in Thüringen. 
Er umfasst die Erfurter Stadtteile Büßleben, Daberstedt, Dittelstedt, Herrenberg, Melchendorf, Möbisburg-Rhoda, Niedernissa, Rohda (Haarberg), Urbich, Waltersleben, Wiesenhügel und Windischholzhausen.

## Landtagswahl 2024
Zur Landtagswahl in Thüringen am 1. September 2024 traten folgende Direktkandidaten an:
| Gegenstand der Nachweisung | Gegenstand der Nachweisung | Erst- stimmen | Erst- stimmen | Zweit- stimmen | Zweit- stimmen |
| Bewerber                   | Partei                     | Anzahl        | %             | Anzahl         | %              |
| -------------------------- | -------------------------- | ------------- | ------------- | -------------- | -------------- |
| Wahlberechtigte            | Wahlberechtigte            | 34.791        | 34.791        | 34.791         | 34.791         |
| Wähler                     | Wähler                     | 25.878        | 25.878        | 25.878         |                |
| Ungültige Stimmen          | Ungültige Stimmen          | 285           |               | 214            |                |
| Gültige Stimmen            | Gültige Stimmen            | 25.593        |               | 25.664         |                |
| davon                      |                            |               |               |                |                |
| Steffen Kachel             | DIE LINKE                  | 3451          | 13,5          | 4313           | 16,8           |
| Marek Erfurth              | AfD                        | 6836          | 26,7          | 6699           | 26,1           |
| Kristina Nordt             | CDU                        | 6500          | 25,4          | 5641           | 22,0           |
| Cornelia Klisch            | SPD                        | 3490          | 14,0          | 2171           | 8,5            |
| Renate Wanner-Hopp         | GRÜNE                      | 559           | 2,2           | 1035           | 4,0            |
| Stefan Carl                | FDP                        | 346           | 1,4           | 328            | 1,3            |
|                            | TIERSCHUTZ hier!           |               |               | 290            | 1,1            |
|                            | ÖDP / Familie ..           | 53            | 0,2           |                |                |
|                            | PIRATEN                    | 133           | 0,5           |                |                |
|                            | MLPD                       | 21            | 0,1           |                |                |
|                            | BÜNDNIS DEUTSCHLAND        | 105           | 0,4           |                |                |
| Thomas Schmid              | BSW                        | 3918          | 15,3          | 4344           | 16,9           |
|                            | FAMILIE                    |               |               | 167            | 0,7            |
| Henri Endter               | FREIE WÄHLER               | 393           | 1,5           | 243            | 0,9            |
|                            | WU                         |               |               | 121            | 0,5            |

## Landtagswahl 2019
Die Landtagswahl fand am 27. Oktober 2019 statt.
| Direktkandidat     | Partei                      | Wahlkreisstimmen in % | Landesstimmen in % |
| ------------------ | --------------------------- | --------------------- | ------------------ |
| Regina Polster     | CDU                         | 17,2                  | 16,0               |
| André Blechschmidt | DIE LINKE                   | 32,2                  | 37,1               |
| Cornelia Klisch    | SPD                         | 15,5                  | 9,4                |
| Stefan Möller      | AfD                         | 21,0                  | 19,4               |
| Fabian Gabriel     | GRÜNE                       | 6,7                   | 6,5                |
| –                  | NPD                         | –                     | 0,2                |
| Franziska Baum     | FDP                         | 5,0                   | 5,5                |
| –                  | PIRATEN                     | –                     | 0,6                |
| –                  | Die PARTEI                  | –                     | 1,5                |
| –                  | KPD                         | –                     | 0,1                |
| –                  | TIERSCHUTZ hier!            | –                     | 1,1                |
| –                  | BGE                         | –                     | 0,3                |
| –                  | DIE DIREKTE!                | –                     | 0,4                |
| –                  | Blaue #Team Petry Thüringen | –                     | 0,0                |
| –                  | Graue Panther               | –                     | 0,7                |
| Sabine Dimler      | MLPD                        | 0,4                   | 0,3                |
| –                  | ÖDP                         | –                     | 0,4                |
| –                  | Gesundheitsforschung        | –                     | 0,5                |
| Harald Neubacher   | FREIE WÄHLER                | 1,9                   | –                  |

## Landtagswahl 2014
Bei der Landtagswahl in Thüringen 2014 traten folgende Kandidaten an:
| Name                              | Partei                | Anteil der Erststimmen |
| --------------------------------- | --------------------- | ---------------------- |
| Andreas Horn                      | CDU                   | 27,6 %                 |
| André Blechschmidt                | Die Linke             | 37,1 %                 |
| Cornelia Klisch                   | SPD                   | 19,8 %                 |
| Jutta Czifrik                     | FDP                   | 2,4 %                  |
| Dieter Lauinger                   | Bündnis 90/Die Grünen | 6,8 %                  |
| Enrico Biczysko                   | NPD                   | 3,9 %                  |
| Manfred Schubert                  | Piratenpartei         | 2,5 %                  |
| Wahlberechtigte: 36.352 Einwohner |                       |                        |
| Wahlbeteiligung: 54,6 %           |                       |                        |

## Landtagswahl 2009
Bei der Landtagswahl in Thüringen 2009 traten folgende Kandidaten an:
| Name                              | Partei                 | Anteil der Erststimmen |
| --------------------------------- | ---------------------- | ---------------------- |
| Manfred Scherer                   | CDU                    | 24,0 %                 |
| André Blechschmidt                | Die Linke              | 32,9 %                 |
| Frank Schalles                    | SPD                    | 19,2 %                 |
| Rüdiger Bender                    | Bündnis 90/Die Grünen  | 7,3 %                  |
| Birgit Schuster                   | FDP                    | 6,0 %                  |
| Heidrun Marie-Anna Höpfner        | Freie Wähler Thüringen | 6,8 %                  |
| Gabriele Bölke                    | NPD                    | 3,8 %                  |
| Wahlberechtigte: 37.499 Einwohner |                        |                        |
| Wahlbeteiligung: 59,2 %           |                        |                        |

## Landtagswahl 2004
Bei der Landtagswahl in Thüringen 2004 traten folgende Kandidaten an:
| Name                              | Partei | Anteil der Erststimmen |
| --------------------------------- | ------ | ---------------------- |
| Jörg Schwäblein                   | CDU    | 32,4 %                 |
| Tamara Thierbach                  | PDS    | 37,6 %                 |
| Karin Dietrich                    | SPD    | 16,7 %                 |
| Matthias Zeng                     | GRÜNE  | 6,4 %                  |
| Annett Pröhl                      | FDP    | 4,1 %                  |
| Jürgen Zerull                     | Zerull | 2,9 %                  |
| Wahlberechtigte: 37.970 Einwohner |        |                        |
| Wahlbeteiligung: 52,8 %           |        |                        |

## Landtagswahl 1999
Bei der Landtagswahl in Thüringen 1999 traten folgende Kandidaten an:
| Name                              | Partei | Anteil der Erststimmen |
| --------------------------------- | ------ | ---------------------- |
| Jörg Schwäblein                   | CDU    | 42,5 %                 |
| Otto Kretschmer                   | SPD    | 20,9 %                 |
| Tamara Thierbach                  | PDS    | 30,2 %                 |
| Jochen Kwast                      | GRÜNE  | 2,9 %                  |
| Wolfgang Mayer                    | DSU    | 0,6 %                  |
| Günther Steinert                  | REP    | 1,6 %                  |
| Herbert Rudovsky                  | FDP    | 1,2 %                  |
| Wahlberechtigte: 39.672 Einwohner |        |                        |
| Wahlbeteiligung: 62,9 %           |        |                        |

## Landtagswahl 1994
Bei der Landtagswahl in Thüringen 1999 traten folgende Kandidaten an:
| Name                              | Partei | Anteil der Erststimmen |
| --------------------------------- | ------ | ---------------------- |
| Jörg Schwäblein                   | CDU    | 34,3 %                 |
| W.Griese                          | SPD    | 29,6 %                 |
| Tamara Thierbach                  | PDS    | 27,4 %                 |
| Katrin Göring-Eckardt             | GRÜNE  | 7,7 %                  |
| F.-R. Kästner                     | REP    | 1,0 %                  |
| Wahlberechtigte: 41.522 Einwohner |        |                        |
| Wahlbeteiligung: 75,3 %           |        |                        |

## Bisherige Abgeordnete
Direkt gewählte Abgeordnete des Wahlkreises Erfurt IV waren:
| Jahr | Name               | Partei    | Anteil der Erststimmen |
| ---- | ------------------ | --------- | ---------------------- |
| 2019 | André Blechschmidt | Die Linke | 32,2 %                 |
| 2014 | André Blechschmidt | Die Linke | 37,1 %                 |
| 2009 | André Blechschmidt | Die Linke | 32,9 %                 |
| 2004 | Tamara Thierbach   | PDS       | 37,6 %                 |
| 1999 | Jörg Schwäblein    | CDU       | 42,5 %                 |
| 1994 | Jörg Schwäblein    | CDU       | 34,3 %                 |